# Denis Milar
Denis Alfredo Milar Otero (Rocha, 20 de junio de 1952) es un exfutbolista uruguayo que jugaba como delantero. Con el Club Nacional de Football fue campeón de la Copa Libertadores 1980 y de la Copa Intercontinental 1980. Con la Selección de fútbol de Uruguay participó en la Copa Mundial de Fútbol de 1974 en Alemania y en la Copa América 1979.

## Trayectoria
A los 14 años jugaba en el primer equipo de Nacional de Rocha. A los 17 fue convocado para jugar en la selección departamental de Rocha y debutó profesionalmente en Rampla Juniors. Con Liverpool fue vicecampeón del Campeonato Uruguayo de Primera División 1974, goleador del torneo con 16 goles y se lo designó Mejor jugador Uruguayo de ese año.
En 1975 fue transferido al Granada Club de Fútbol de España donde jugó hasta 1978. En su primera temporada en Granada le tocó descender a Segunda División y al siguiente año tuvo una grave lesión que le impidió jugar casi todo el campeonato.
En 1978 regresó a Uruguay para sumarse a Nacional, donde jugó hasta 1981. Fue campeón del campeonato uruguayo de 1980, de la Copa Libertadores 1980 y de la Copa Intercontinental 1980.
En 1984 fue campeón del Interior de selecciones departamentales con Rocha. 
Entre 1984 y 1985 jugó para Universidad Católica de Ecuador.
Se retiró del fútbol profesional en 1987, jugando para el San Luis de Quillota de Chile.
En 1989 fue Campeón del Interior de clubes con Palermo Fútbol Club de Rocha. También jugó en otros equipos de Rocha: Nacional, Atlético Rocha y Tabaré.
Fue internacional con la selección de fútbol de Uruguay entre 1973 y 1979 e integró los planteles que disputaron la Copa Mundial de Fútbol de 1974 en Alemania y la Copa América 1979.

## Clubes
| Club                 | País    | Año       |
| -------------------- | ------- | --------- |
| Rampla Juniors       | Uruguay | 1969-1972 |
| Liverpool            | Uruguay | 1972-1975 |
| Granada              | España  | 1975-1978 |
| Nacional             | Uruguay | 1978-1981 |
| Progreso             | Uruguay | 1982      |
| Universidad Católica | Ecuador | 1984-1985 |
| San Luis de Quillota | Chile   | 1986-1987 |